# (8324) Juliadeleón
(8324) Juliadeleón est un astéroïde de la ceinture principale.

## Description
(8324) Juliadeleón est un astéroïde de la ceinture principale. Il fut découvert le 28 février 1981 à Siding Spring par Schelte J. Bus. Il présente une orbite caractérisée par un demi-grand axe de 2,32 UA, une excentricité de 0,20 et une inclinaison de 7,3° par rapport à l'écliptique.

## Compléments